# Cantó de Grandvilliers
El cantó de Grandvilliers és un cantó francès del departament de l'Oise, situat al districte de Beauvais. Té 23 municipis i el cap és Grandvilliers.

## Municipis
- Beaudéduit
- Briot
- Brombos
- Cempuis
- Daméraucourt
- Dargies
- Élencourt
- Feuquières
- Grandvilliers
- Grez
- Halloy
- Le Hamel
- Hautbos
- Lavacquerie
- Laverrière
- Le Mesnil-Conteville
- Offoy
- Saint-Maur
- Saint-Thibault
- Sarcus
- Sarnois
- Sommereux
- Thieuloy-Saint-Antoine

## Història
| Data d'elecció                           | Identitat            | Partit                       | Qualitat |
| ---------------------------------------- | -------------------- | ---------------------------- | -------- |
| 1945-1951                                | Étienne Weill-Raynal | SFIO                         |          |
| 1951-19..                                | Louis Warabiot       | RPF, després RS, després UNR |          |
| 19..-1976                                | M. Jordan            | RI                           |          |
| 1976-1982                                | Jean-Jacques Martin  | PS                           |          |
| 1982-2008                                | Guy Bouvier          | divers droite, després UMP   |          |
| 2008-                                    | Joël Patin           | PRG                          |          |
| les dades anteriors no són pas conegudes |                      |                              |          |
|                                          |                      |                              |          |

## Demografia
| A partir de 1990: Població sense dobles comptes |